# Ivar Morsing
Hans Gustaf Ivar Morsing, född 12 september 1919 i Ängelholm, död 5 december 2009, var en svensk målare och grafiker. Han var son till konstnären Leopold Morsing och Edith Johansson. 
Morsing växte upp i Stockholm och på släktgården Källeholm, i Åby socken, norr om Kalmar. Han fick sin första konstutbildning av fadern och studerade därefter vid Edvin Ollers och Grünewalds målarskolor. Debututställningen på Modern konst i hemmiljö ägde rum 1946. Han reste därefter i Italien, Frankrike, Spanien, Nederländerna, Portugal och Nordafrika. 
Det dominerande draget i hans konst är de kraftfulla, ljusfyllda penseldragen, som brett och tjockt bygger upp målningarna. Ofta är en form eller en figur (inte sällan ett par) i ett antytt rum eller landskap det centrala, varifrån energiska penselstråk strålar i ljusa färger. Morsing är representerad vid bland annat Moderna museet och Kalmar konstmuseum.